# 無間毒票
《無間毒票》（英語：Drug Stamps）是一部2024年上映的中國大陸犯罪動作片，由王筱剛和爾東執導，由陳龍、呂良偉、曾志偉領銜主演，由童菲、姜永波、李硯聯合演出。

## 剧情
《無間毒票》围绕一個販毒集團，毒販（曾志偉 饰）是毒枭集团的头目，代号“院長”，而劉興華（呂良偉 饰）亦是一位大毒梟，但雙方卻有些恩仇，同時院長亦在追殺劉興華。小混混賢俊為院長的手下，但因數天前院長的交易被警方發現並追捕，所以只好退出，並找到華要求跟他販毒。其實，賢俊是個臥底警察，被警方派來瓦解劉興華的販毒集團......

## 演員
- 陳龍 飾演 賢俊：販毒集團成員，劉興華之手下（警方派出的臥底）
- 呂良偉[3]飾演 劉興華（華哥）（販毒集團首領，本作終極大反派）
- 曾志偉 飾演 毒販：代號「院長」的毒梟集團頭目，劉興華之天敵
- 童菲 飾演 玫瑰（劉興華之女友）
- 姜永波 飾演 毒販：代號「老師」的毒梟集團頭目
- 李硯 飾演 毒販：代號「試紙」的毒梟集團頭目
- 權友 飾演 招子
- 斯力更 飾演 刀子
- 王文 飾演 彪子
- 宋詞 飾演 賢俊母親
- 毛凡 飾演 趙隊長（中國公安）
- 呂善婷 飾演 小雅
- 王涌澄 飾演 阿楠
- 李勝 飾演 保鏢
- 朱然 飾演 保鏢

## 製作
《無間毒票》由王筱剛和爾東執導，以警匪動作為題材。2020年8月20日，劇組正式開機，對外宣布了演出陣容：陳龍、呂良偉、曾志偉、童飛和李硯。

## 外部連結
- 豆瓣电影上《無間毒票》的資料 （简体中文）